# 苏州绿地中心
苏州绿地中心（英語：Greenland Group Suzhou Center）是一栋超高层摩天大楼，位于中国江苏省苏州市吴江区苏州湾太湖新城核心区，由绿地集团承建。建筑高度为358米，地上77层。

## 历史
该项目于2012年启动建设，2019年12月31日封顶。

## 引用
1. ↑  . new.qq.com.   [2021-08-12]. （原始内容存档于2021-08-12）.
2. ↑  . The Skyscraper Center. Council on Tall Buildings and Urban Habitat.   [October 21, 2014]. （原始内容存档于2021-01-16）.